# يحيى حسين حميد الدين
يحيى حسين بن أحمد قاسم حميد الدين هو شاعر يمني. ولد عام 1940 في مدينة رداع في محافظة البيضاء. درس علوم الدين الإسلامي على يد والده، وفي 1955 انتقل إلى صنعاء القديمة وسكن هناك والتحق بالمدرسة التحضيرية. وفي عام 1960 اضطر للانتقال إلى تعز فتزوج وعاش هناك، حتى قيام ثورة 26 سبتمبر فعاد إلى صنعاء. ثم سافر إلى المملكة العربية السعودية إبان الحرب الأهلية بين التيارين الجمهوري والملكي في شمال اليمن. وبعد مؤتمر السلام عاد إلى الوطن واستقر في صنعاء القديمة في مفرج قصر نعمان المملوك لورثة أحمد محمد حميد الدين، وفي هذه الفترة تفرغ لكتابة الشعر وتوظف في محافظة صنعاء. بعد الوحدة ظليعمل في المحافظة حتى وفاته في الأردن عام 1995. بدأ كتابة الشعر في منتصف الستينيات، وكتب مجموعة كبيرة من القصائد الغنائية تغنى بها عدد من الفنانين أبرزهم أخوه محمد حسين أبو نصار.